# Comune di Dragsholm
Il comune di Dragsholm fino al 1º gennaio 2007 è stato un comune danese situato nella 
contea della Selandia Occidentale, il comune aveva una popolazione di 13 882 abitanti (2006) e una superficie di 152 km². Capoluogo era la cittadina di Fårevejle Stationsby.
Dal 1º gennaio 2007, con l'entrata in vigore della riforma amministrativa, il comune è stato soppresso e accorpato ai comuni di Nykøbing-Rørvig e Trundholm per dare luogo al riformato comune di Odsherred compreso nella regione della Selandia.